# Comarca do Ribeiro
Pertencem à Comarca do Ribeiro na província de Ourense os seguintes Municípios: A Arnoia, Avión, Beade, Carballeda de Avia, Castrelo de Miño, Cenlle, Cortegada, Leiro, Melón e Ribadavia.
Ocupa uma superfície de 407,1 km², onde vivem 19.655 habitantes (2007).
Desde a Serra do Suído e Faro de Avión, a oeste, com 1.000 m de altitude, o relevo desce até aos 97 metros em Ribadavia e Arnoia.